# Hereward (clipper)
Il clipper Hereward è stato una nave mercantile a vela britannica utilizzata dal 1877 al 1898.

## Storia

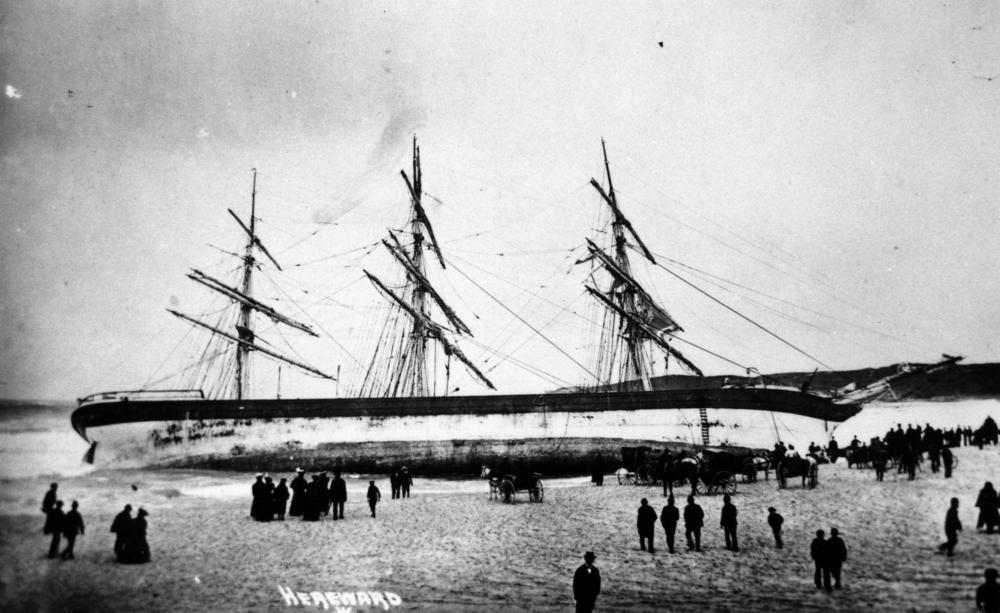
Il relitto dello Hereward sulla spiaggia di Manoubra.

Il clipper Hereward, con scafo in ferro, fu costruito presso il cantiere navale Robert Duncan and Company di Port Glasgow, Scozia, venendo varata il 14 agosto 1877. La nave era lunga 77,4 m, larga 11,9, con un pescaggio di 7,1 m e un dislocamento di 1.593 tonnellate.
I suoi primi proprietari furono “John Campbell, John Potter, John Ashton and others”, e venne registrata a Londra, Gran Bretagna, con il numero di identificazion 77010 e codice alfabetico RBKV. Nel 1896 ne era proprietaria la The "Hereward" Ship Company of London, con gestione a carico dei Potter Brothers, e la nave viaggiava frequentemente da Sidney a Londra.
Nel maggio 1898 lo Hereward salpò da Surabaya, Indie orientali olandesi per raggiungere Newcastle, Nuovo Galles del Sud al fine di caricare carbone da trasportare nell'America del Sud. Suo comandante era il capitano Poole Hickman Gore (1861–1920).
Il 5 maggio una tempesta  con venti fino a 47 miglia orarie costrinse lo Hereward, con le vele a brandelli, ad incagliarsi all'estremità nord della baia di Maroubra, Sydney. Tutti i 25 membri dell'equipaggio si salvarono, raggiungendo un vicino stabilimento di pulitura della lana.
La nave era assicurata per la cifra di 6.000 sterline. Dopo alcuni mesi lo Hereward fu venduto per 550 sterline a Mahlon Clarke Cowlishaw (1844–1900), della Cowlishaw Brothers, ditta di commercianti ed armatori di Sydney, che acquistò il relitto per tentarne il salvataggio.
Il 9 dicembre 1898 fu tentato di rimettere a galla lo Hereward utilizzando due rimorchiatori, il Commodore e lo Irresistible. Tirando dei cavi collegati all'ancora per 300 m (1.000 piedi) e utilizzando gli argani a vapore di bordo, i due rimorchiatori portarono la nave in 4,3 m (14 piedi) d'acqua. Tuttavia, quando la nave era quasi liberata, scoppiò una violenta tempesta da sud che spinse nuovamente lo Hereward sulla spiaggia, dove fu colpita dalle alte onde che spezzarono lo scafo causandone la perdita totale.
Successivamente il relitto fu lentamente trascinato in mare e nel 1937 era visibile solo una pinna dorsale triangolare sopra la linea di galleggiamento. Nel 1950 il Consiglio comunale di Randwick temeva il pericolo rappresentavano per i surfisti e nuotatori dai resti dello Hereward, e li fece saltare in aria, con ulteriori esplosioni nel 1965, e da parte di sommozzatori della Royal Australian Navy nel 1966 e 1967 e sembrò che non fosse rimasto più nulla del relitto.
In tempi recenti, in varie occasioni, mareggiate e forti correnti hanno spostato grandi quantità di sabbia sul fondo del mare esponendo alla vista vaste porzioni dello Hereward. Nel marzo 2013, dopo il mare grosso, sono apparse ampie parti dello scafo in ferro e parti dell'alberatura, e un cannone da segnalazione in bronzo è stato recuperato dal relitto ed è ora esposto nell'atrio del Maroubra Seals Club, dall'altra parte della strada rispetto alla spiaggia.

### Annotazioni
1. ↑  La tempesta sarebbe stata in seguito conosciuta come "Maitland Gale", dopo la perdita del piroscafo Maitland alla baia di Broken.

### Fonti
1. 1 2 3  Wrecksite.
2. 1 2 3 4  Clydeship.
3. ↑  (EN) Lloyd's Register of British and Foreign Shipping, Lloyd's Register, 1878,  HER. URL consultato il 30 maggio 2022.
4. ↑  (EN) Mercantile Navy List, 1878,  p. 303. URL consultato il 30 maggio 2022. Ospitato su Crew List Index Project.
5. 1 2 3 4 5 6  Reid 2015, p. 1.
6. ↑  (EN) The Stranding of the Hereward: Marine Board Inquiry, in The Sydney Morning Herald, 13 maggio 1898,  p. 3. URL consultato il 14 febbraio 2018. Ospitato su Trove.
7. ↑  (EN) An Australian Merchant Prince, in The Newcastle Morning Herald and Miners' Advocate, 21 luglio 1900,  p. 5. URL consultato il 14 febbraio 2018. Ospitato su Trove.
8. ↑  (EN) Maroubra Bay — Prospects of Floating Off The Hereward, in The Sydney Mail and New South Wales Advertiser, 21 maggio 1898,  p. 1072. URL consultato il 14 febbraio 2018. Ospitato su Trove.
9. ↑  (EN) The Stranded Ship Hereward, in The Sydney Mail and New South Wales Advertiser, 16 luglio 1898,  p. 150, 151. URL consultato il 14 febbraio 2018. Ospitato su Trove.
10. ↑  Tyne, Tugs and Tug Builders.
11. 1 2  Randwick.